# Colombo era uno scemo
Colombo era uno scemo (titolo originale Columbus Was a Dope) è un racconto di fantascienza del 1947 di Robert A. Heinlein.

## Storia editoriale
La semplicità della trama fa pensare che sia stato scritto prima della guerra.
Pubblicato per la prima volta nel numero di maggio 1947 di Startling Stories col nome di Lyle Monroe, fu l'ultima opera di Heinlein a essere pubblicata sotto pseudonimo; in seguito il racconto apparve in due delle antologie di Heinlein, The Menace From Earth del 1959 ed Expanded Universe del 1980.
La prima edizione in italiano fu una traduzione non integrale di L. Tullio intitolata Cristoforo Colombo non era mica un gran dritto, pubblicata sul n. 4/1964 (ottobre/novembre) di Pianeta; nel 1965 una traduzione di Roberta Rambelli intitolata Colombo era uno scemo fu pubblicata dalla Casa Editrice La Tribuna nell'antologia L'altare a mezzanotte. 50 racconti di fantascienza, volume n. 5, II serie, della collana Science Fiction Book Club e quello stesso anno in appendice al volume n. 58 della collana Giallissimo; il racconto fu pubblicato anche dalla Tattilo Editrice nel 1988, nel n. 5 anno X della rivista Scienza Duemila e poi di nuovo nel 1990, nel n. 2 anno II della rivista Fanta-Story.

## Trama
È una conversazione che si svolge in un bar tra due venditori, il barista e l'ingegnere capo della prima nave stellare in fase di costruzione; uno dei venditori non capisce perché intraprendere un viaggio di sessant'anni che, soprattutto, comporta gravi rischi per la vita.
Quando tra gli argomenti a favore dell'esplorazione spaziale viene portata l'analogia con i viaggi di Cristoforo Colombo, l'altro insiste sul fatto che Colombo fosse uno sciocco che avrebbe fatto meglio a restare a casa.
La sorpresa finale è che la conversazione si svolge sulla Luna.

## Critica
Secondo Alexei Panshin è una storia breve e semplice con un'efficace sorpresa finale, probabilmente facile da vendere e da far ristampare, ma anche superficiale e facile da dimenticare.

### Edizioni
- Robert A. Heinlein, Cristoforo Colombo non era mica un gran dritto, in Pianeta, traduzione di L. Tullio, n. 4, Edizioni LEUP, ottobre/novembre 1964,  131-132.

### Fonti critiche
- (EN) Alexei Panshin, III. THE PERIOD OF SUCCESS - 2. 1947, in Heinlein in dimension, Chicago, Advent:Publishers Inc, aprile 1968. URL consultato il 25 aprile 2016.

- (EN) James Daniel Gifford, The New Heinlein Opus List, in Robert A. Heinlein: A Reader's Companion (PDF), Nitrosyncretic Press, 2000, ISBN 978-0-9679874-1-5. URL consultato il 12 ottobre 2015.